# Streckad rörsångare
Streckad rörsångare (Acrocephalus sorghophilus) är en utrotningshotad asiatisk tätting i familjen rörsångare. Häckningsområdet är fortfarande okänt, men tros ligga i nordöstra Kina och angränsande delar av Ryssland. Den tros ha minskat mycket kraftigt i antal, främst på grund av habitatförstörelse i övervintringsområdet, så pass att IUCN sedan 2022 kategoriserar den som akut hotad.

## Utseende
Streckad rörsångare är en liten (12-13 cm), fint streckad rörsångare. På huvudet syns tydliga svarta längsgående hjässband ovanför ett brett gräddbeige ögonbrynsstreck. Undersidan är ockrabeige med vitare strupe och buk. På manteln och skapularerna är den blekbeige, mer rosttonat på övergumpen. Liknande svartbrynad rörsångare är enfärgad olivbrun ovan och saknar streckning.

## Läte
Sången beskrivs som en serie raspande läten, likt men mycket tystare än kinesisk trastsångare.

## Utbredning och systematik
Streckad rörsångare är en östasiatisk fågelart vars häckningsområde än idag är okänt, men tros vara nordöstra Kina (troligen Hebei, Liaoning, Jilin och Heilongjiang) samt närliggande delar av Ryssland. En sjungande hane påträffades 2004 i ryska Muraviovka, men i eftersökningar fann man ingen population där. Istället har arten enbart påträffats under sträcket, framför allt i nordöstra Kina men också i Taiwan. Den tros övervintra i Filippinerna, men där har inga fynd gjorts sedan 2009.

### Familjetillhörighet
Rörsångarna behandlades tidigare som en del av den stora familjen sångare (Sylviidae). Genetiska studier har dock visat att sångarna inte är varandras närmaste släktingar. Istället är de en del av en klad som även omfattar timalior, lärkor, bulbyler, stjärtmesar och svalor. Idag delas därför Sylviidae upp i ett flertal familjer, däribland Acrocephalidae.

## Levnadssätt
Mycket lite är känt om artens vanor. Under flyttning har den noterats i durrafält och våtmarker, vintertid i vass- eller gräsrika våtmarker, ofta nära vatten. Den tros häcka i Salix-snår och vassbälten. Fågeln lever förmodligen huvudsakligen av ryggradslösa djur, möjligen också frön. Flyttningen i Kina sker från slutet av maj till början av juni samt från slutet av augusti till början av september. Alla fynd i Filippinerna är från september till juni.

## Status och hot
Streckad rörsångare är en fåtalig och dåligt känd rörsångare som fram till 2012 kategoriserades som sårbar av internationella naturvårdsunionen IUCN. Därefter har den uppgraderats till hotstatusen starkt hotad och från 2022 till den allvarligaste kategorin akut hotad grundat på färre antalet observationer, vilket tyder på att populationen är mindre än vad man tidigare trott. Mellan 2008 och 2011 noterades endast fem individer under flyttningen i Hebei och Beijing. Sedan 2015 har endast ett enda möjligt fynd gjorts. Orsaken till nedgången tros bero främst på habitatförlust i dess övervintringsområde, men möjligen även i häckningsområdet som än så länge står att upptäcka. Den tros ha en mycket liten världspopulation på maximalt 1000 vuxna individer.